# 東京慈惠會醫科大學
東京慈惠會醫科大學（日语：／，英語：The Jikei University School of Medicine），是一所位在日本東京都港區的私立大學。1881年創校。1921年設立大學，簡稱：慈惠醫大・慈惠・慈大。

## 概觀
東京慈惠會醫科大學起源於1881年（明治14年）創立的成醫會講習所。1891年（明治24年），應昭憲皇太后更名為「東京慈惠醫院醫學校」。之後，1903年（明治36年）成為日本第一座私立醫學專門學校「東京慈惠醫院醫學專門學校」。1921年（大正10年）升格大學，為「東京慈惠會醫科大學」，是日本私立舊制大學中最古老的單科醫科大學。
1991年（平成3年）成立日本首個醫學部下設看護學科的大學，同時培養醫師與看護師。1956年（昭和31年）設置大學院醫學研究科博士課程，2009年（平成21年）開設大學院醫學研究科看護學專攻修士課程。開校130年間共培養超過12,000人。
太平洋戰爭以前，與慶應義塾大學醫學部、日本醫科大學並列為舊制醫科大學『私立醫大御三家』。

## 教育與研究

### 組織

#### 學部
- 醫學部
  - 醫學科
  - 護理學科

#### 大學院
- 醫學研究科（博士課程）
  - 醫學專攻

- 醫學研究科（護理學碩士課程）
  - 護理學專攻

#### 附屬機關
- 附屬醫院
  - 附屬醫院（本院）
  - 葛飾醫療中心
  - 第三醫院
  - 柏醫院
  - 晴海Triton Clinic
- 學術情報中心
  - 圖書館
  - 標本館
  - 史料室
  - 圖像室
  - 醫學英語研究室
- 生涯學習中心
- 教育中心
  - 醫學教育研究室
  - 學位教育支援室
  - 護理教育研究室
  - 教育開發室

- 總合醫科學研究中心
  - 研究部門
    - DNA醫學研究所
    - 臨床醫學研究所
    - 高次元醫用画像工學研究所
    - 醫用工程研究室
    - 神經科學研究部
    - 藥物治療學研究室
    - 分子疫學研究室
    - 臨床疫學研究室
    - GMP對應設施

  - 研究支援部門
    - 實験動物研究設施
    - 同位素實験研究設施
    - 共用研究室

  - 捐款講座部門
    - 溶酶體病研究講座

## 設施

### 校區

#### 西新橋校區
- 使用學部：醫學部醫學科2～6年次
- 使用研究科：大學院醫學研究科
- 交通方式：都營地下鐵三田線御成門站步行約3分，都營地下鐵三田線內幸町站步行約10分，東京地下鐵日比谷線神谷町站步行約7分，東京地下鐵銀座線虎之門站約10分，JR東日本山手線、東京地下鐵銀座線、都營地下鐵淺草線新橋站約12分，都營地下鐵淺草線、大江戶線大門站約13分，東京地下鐵丸之內線、千代田線、日比谷線霞關站步行約13分

#### 國領校區
- 使用學部：醫學部看護學科全年次、醫學部醫學科1年次
- 使用研究科：無
- 交通方式：京王電鐵國領站步行約10分、小田急電鐵狛江站步行約25分

## 外部連結
- 東京慈恵会医科大学 （页面存档备份，存于）（日語）